# آنیتا سایمونچینی
آنیتا سایمونچینی (به انگلیسی: Anita Simoncini) (زاده ۱۴ آوریل ۱۹۹۹) خواننده سن مارینویی است.
او در مسابقه آواز یوروویژن ۲۰۱۵ به همراه میشل پرنیولا نماینده سن مارینو بود.